# Обикновен ланцетник
Обикновните ланцетници (Branchiostoma lanceolatum) са вид животни от семейство Branchiostomidae.
Таксонът е описан за пръв път от Петер Симон Палас през 1774 година.